# Sunčana elektrana Kaštelir
Sunčana elektrana Kaštelir, sunčana elektrana u Hrvatskoj kod Kaštelira. Ima sklopljen ugovor s HROTE-om te se kao povlašteni proizvođač nalazi u sustavu poticaja. Pridonosi jačoj podgradnji u funkciji razvoja turizma, zato što električnu energiju proizvodi u najpotrebnije vrijeme a to je kad je povećana potrošnja tijekom ljetne turističke sezone. Prednost je što sunčane elektrane upravo tada najviše proizvode. Jedina je od hrvatskih sunčanih elektrana u sustavu poticaja.
Dio ciklusa gradnje sunčanih elektrana u Hrvatskoj koji je pokrenuo HEP, u skladu sa smjernicom europske energetsko-klimatske politike. Nastale su u suradnji s partnerima jedinicama lokalne i regionalne samouprave te tvrtkama. HEP je preuzeo Sunčanu elektranu Sabadin 2019. godine. SE Sabadin je poslije postala SE Kaštelir. U pogonu je od prosinca 2018. godine. Priključne snage 1 MW i očekivane godišnje proizvodnje od oko 1,5 milijuna kWh, što odgovara potrošnji oko 500 kućanstava. U elektrani su ugrađeni paneli proizvođača opreme za sunčane elektrane Solvis iz Varaždina.